# 托諾西區
托諾西區（西班牙語：Distrito de Tonosí），是巴拿馬的一個行政區，位於該國中南部，由洛斯桑托斯省負責管轄，始建於1882年，面積1,287平方公里，2010年人口9,787，人口密度每平方公里7.6人。
7°24′0″N 80°26′24″W / 7.40000°N 80.44000°W